# Danabari
Danabari is een dorpscommissie (Engels: village development committee, afgekort VDC; Nepalees: panchayat) in het oosten van Nepal, gelegen in het district Ilam in de Mechi-zone. Ten tijde van de volkstelling van 2001 had het een inwoneraantal van 12.693 personen, verspreid over 2400 huishoudens; in 2011 waren er 14.302 inwoners, verspreid over 3137 huishoudens.